# قائمة أعضاء مجلس النواب العراقي - الدورة الرابعة
هذه قائمة أعضاء مجلس النواب العراقي - الدورة الرابعة بعد انتخابات 1933، اختير الأعضاء من خلال الانتخابات التي جرت يوم 8 شباط 1933.

## لواء أربيل
| التسلسل | الاسم           | الملاحظات                       |
| ------- | --------------- | ------------------------------- |
| 1       | قادر خوشناو     | -                               |
| 2       | جلال بابان      | -                               |
| 3       | داود الحيدري    | نائب في الدورات الثلاثة الماضية |
| 4       | عبد الله المفتي | -                               |
| 5       | علي الدوغره مجي | نائب في الدورة الماضية          |

## لواء البصرة
| التسلسل | الاسم                | الملاحظات                       |
| ------- | -------------------- | ------------------------------- |
| 1       | حامد النقيب          | نائب في الدورة الماضية          |
| 2       | إبراهيم البجاري      | -                               |
| 3       | روبين سوميخ          | نائب في الدورة الماضية          |
| 4       | عبد الجبار الخضيري   | -                               |
| 5       | عبد الرحمن النعمة    | نائب في الدورات الثلاثة الماضية |
| 6       | عبد الله محمد الخليل | نائب في الدورة الماضية          |
| 7       | يوسف سركيس           | -                               |
| 8       | محمد زكي البصري      | -                               |
| 9       | عبود الملاك          | نائب في الدورة الماضية          |

## لواء بغداد
| التسلسل | الاسم            | الملاحظات                                                                     |
| ------- | ---------------- | ----------------------------------------------------------------------------- |
| 1       | إبراهيم حييم     | نائب في الدورة الماضية                                                        |
| 2       | ناجي شوكت        |                                                                               |
| 3       | جميل الوادي      | استقال حل محله معروف الرصافي الذي كان نائبا في الدورة الماضية عن لواء العمارة |
| 4       | حسن السهيل       |                                                                               |
| 5       | جميل المدفعي     | نائب في الدورة الماضية                                                        |
| 6       | حكمت سليمان      | كان نائبا عن ديالى في دورة سابقة توظف فحل محله أحمد الداود                    |
| 7       | رشيد الخوجة      |                                                                               |
| 8       | محمد رضا الشبيبي | كان نائبا في الدورتين الأولى والثانية                                         |
| 9       | نصرت الفارسي     | كان نائبا عن لواء ديالى في دورة سابقة                                         |
| 10      | عبد القادر رشيد  |                                                                               |
| 11      | يوسف حبيب أوفي   |                                                                               |
| 12      | يهودا زلوف       |                                                                               |
| 13      | ياسين الهاشمي    | نائب في الدورات الثلاثة الماضية                                               |

## لواء الحلة
| التسلسل | الاسم                     | الملاحظات                       |
| ------- | ------------------------- | ------------------------------- |
| 1       | مصطفى إسماعيل عاصم        | -                               |
| 2       | سلمان البراك              | نائب في الدورات الثلاثة الماضية |
| 3       | عبد الرزاق محمد صالح شريف | -                               |
| 4       | عمران الحاج سعدون         | -                               |
| 5       | هاشم الكيلاني             | -                               |

## لواء الدليم
| التسلسل | الاسم            | الملاحظات                       |
| ------- | ---------------- | ------------------------------- |
| 1       | خميس ضاري        | -                               |
| 2       | عوني النقشلي     | -                               |
| 3       | علي السليمان     | نائب في الدورات الثلاثة الماضية |
| 4       | كمال رأفت السنوي | -                               |

## لواء ديالى
| التسلسل | الاسم             | الملاحظات                  |
| ------- | ----------------- | -------------------------- |
| 1       | حامد الوادي       | -                          |
| 2       | عبد الغفور البدري | -                          |
| 3       | عز الدين النقيب   | نائب في الدورتين الماضيتين |
| 4       | عزت الفارسي       | -                          |

## لواء الديوانية
| التسلسل | الاسم                | الملاحظات                            |
| ------- | -------------------- | ------------------------------------ |
| 1       | رايح العطية          | -                                    |
| 2       | شعلان العطية         | -                                    |
| 3       | صادق البصام          | نائب في الدورة الماضية عن لواء الكوت |
| 4       | عبادي الحسين         | -                                    |
| 5       | عبد الواحد الحاج سكر | -                                    |
| 6       | عباس مهدي            | -                                    |
| 7       | عجة الدلي            | -                                    |
| 8       | محمد العبطان         | -                                    |
| 9       | منير عباس            | -                                    |
| 10      | علاء الدين النائب    | -                                    |

## لواء السليمانية
| التسلسل | الاسم              | الملاحظات                       |
| ------- | ------------------ | ------------------------------- |
| 1       | أحمد الصالح        | نائب في الدورة الماضية          |
| 2       | صبري الحاج علي أغا | -                               |
| 3       | محمد صالح محمد علي | نائب في الدورات الثلاثة الماضية |
| 4       | سيف الله خندان     | نائب في الدورتين الماضيتين      |

## لواء العمارة
| التسلسل | الاسم                  | الملاحظات                                        |
| ------- | ---------------------- | ------------------------------------------------ |
| 1       | عبد الكريم الديوان     | نائب في الدورة الماضية توفي حل محله شبيب المزبان |
| 2       | إبراهيم محمود الشابندر | -                                                |
| 3       | محمد العريبي           | نائب في الدورة الماضية                           |
| 4       | بهجت عبد القادر        | -                                                |

## لواء كربلاء
| التسلسل | الاسم             | الملاحظات                  |
| ------- | ----------------- | -------------------------- |
| 1       | السيد أحمد الوهاب | نائب في الدورتين الماضيتين |
| 2       | سعد صالح جريو     | -                          |

## لواء كركوك
| التسلسل | الاسم       | الملاحظات                  |
| ------- | ----------- | -------------------------- |
| 1       | سليمان فتاح | نائب في الدورة الماضية     |
| 2       | علي قيردار  | نائب في الدورتين الماضيتين |
| 3       | جميل بابان  | -                          |
| 4       | فوزي علي    | -                          |

## لواء الكوت
| التسلسل | الاسم            | الملاحظات                       |
| ------- | ---------------- | ------------------------------- |
| 1       | أحمد حالت        | نائب في الدورات الثلاثة الماضية |
| 2       | علي محمود الشيخ  | -                               |
| 3       | محمد سليم        | -                               |
| 4       | عبد الله الياسين | نائب في الدورات الثلاثة الماضية |

## لواء المنتفق
| التسلسل | الاسم               | الملاحظات                             |
| ------- | ------------------- | ------------------------------------- |
| 1       | زامل المناع         | نائب في الدورة الماضية                |
| 2       | عبد المهدي المنتفجي | كان نائبا في الدورتين الأولى والثانية |
| 3       | صالح جبر            | نائب في الدورة الماضية                |
| 4       | منشد الحبيب         | نائب في الدورتين الماضيتين            |
| 5       | خيون العبيد         | -                                     |
| 6       | صادق حبه            | -                                     |
| 7       | عبد الغني حمادي     | -                                     |
| 8       | محمد حسن حيدر       | -                                     |

## لواء الموصل
| التسلسل | الاسم             | الملاحظات                                                    |
| ------- | ----------------- | ------------------------------------------------------------ |
| 1       | ساسون صميح        | -                                                            |
| 2       | سعيد ثابت         | -                                                            |
| 3       | سليم حسون         | -                                                            |
| 4       | صالح الحديد       | -                                                            |
| 5       | رؤوف اللوس        | نائب في الدورات الثلاثة الماضية                              |
| 6       | جمال رشيد بابان   | نائب في الدورة الماضية                                       |
| 7       | علي جودت الأيوبي  | نائب في الدورة الماضية عن لواء بغداد توظف فحل محله ضياء يونس |
| 8       | عبد الإله حافظ    | -                                                            |
| 9       | محمد صدقي         | نائب في الدورة الماضية                                       |
| 10      | عبد الله السليمان | -                                                            |
| 11      | نوري البريفكاني   | -                                                            |
| 12      | هبة الله المفتي   | -                                                            |